# Fender Jaguar
Fender Jaguar — електрогітара компанії Fender Musical Instruments, що характеризується корпусом зі зміщеною талією, відносно незвичайною системою перемикання з двома окремими схемами для ліда та ритму, а також коротким 24-дюймовим грифом. Дещо походить від Jazzmaster, вона був представлений у 1962 році як наповнена функціями топова модель Fender, розроблена, щоб заманити гравців від Gibson Протягом 13 років виробництва Jaguar не продавався так добре, як менш дорогі Stratocaster і Telecaster, і досяг найбільш помітної популярності на музичній сцені для серфінгу Виконавці американського панк-року, а також під час альтернативного року, шугейзингу та інді-року 1980-х і 1990-х років. Fender почав виготовляти версію в Японії в середині 1980-х років, потім представив перевидання в США в 1999 році. Відтоді Fender виготовляв різноманітні Jaguar в Америці, Мексиці, Індонезії та Китаї під марками Fender і Squier. Оригінальні старовинні «Ягуари» продаються дорожче, ніж початкова ціна.